# SS-12 Scaleboard
Le SS-12 Scaleboard, selon la classification OTAN, est un système de missile tactique opérationnel mobile de première ligne soviétique équipé d'un missile balistique à ergols solides à deux étages 9M76 doté d'une tête nucléaire. Ce missile et le système d'armes dont il fait partie sont identifiés sous plusieurs appellations, selon la classification soviétique : Temp-S ou 9K76 (indice GRAU), selon le traité sur les forces intermédiaires : OTR-22.

## Description
Le SS-12 a une portée de 800 km à 900 km et emporte une tête nucléaire d'une puissance réglable entre 300 kilotonnes et 1 500 kilotonnes. Système d'armes mobile monté sur des camions, en service dans l'Armée rouge entre 1967 et 1987, il est en dotation dans les brigades de missiles sol-sol rattachées aux groupes d'armées soviétiques en Europe et en Asie.

## Historique
Le Scaleboard SS-12 a été conçu comme un système de missile complémentaire au SS-1C Scud-B. Le nouveau missile devait être utilisé au niveau du front. En 1962, le développement du système a commencé au bureau d'études Nadiradse. Le 9K76 Temp-S est basé sur la conception du 9K71 Temp, qui n'a pas dépassé le stade du prototype. Le premier lancement d'essai d'une fusée 9M76 a eu lieu le 14 mars 1964. La fusée a volé 580 km. Le SS-12 a été introduit dans l'armée soviétique en 1967. Le SS-12 a été le premier missile balistique tactique de l'Union soviétique à propulsion solide.

## Caractéristiques
Dans le système GRAU de codification développé pour identifier les armes et munitions des forces armées soviétiques, le missile est désigné 9M76, et le système d'armes complet 9K76 Temp-S,,.

### Missile
Le SS-12 est un missile balistique sol-sol à deux étages à propulsion solide. Le premier étage pèse 4 160 kg et le deuxième étage 4 640 kg. Avec sa charge utile de 528 kg, la masse totale du missile au lancement est de 9,3 tonnes.
Les deux étages ont quatre buses rotatives à l'arrière. Le carburant solide utilisé est du PES 7FG à base de polyuréthane. Le deuxième étage possède quatre ailerons directionnels. Le missile est transporté dans un conteneur de protection chauffé 9Ja230, qui protège le missile des dommages environnementaux et maintient une température optimale entre 15 et 20 °C.
Le SS-12A d'origine a une erreur circulaire probable (CEP) de 730 à 2 000 m selon la distance de lancement. Le SS-12B ou SS-22 est équipé d'une navigation inertielle améliorée. Cette version a une erreur circulaire probable (CEP) de 200 à 400 m.

### Charge militaire
Le SS-12 a une charge utile de 528 kg. Il peut emporter une ogive nucléaire ou chimique des différents types suivants, :
- Tête nucléaire 906V avec une puissance explosive réglable à 300, 600, 990 ou 1 500 kT ;
- Tête nucléaire 906B (AA-81) de 500 kT ;
- Tête nucléaire 910 (AA-19) avec 300 kT ;
- Ogive Tuman-2 pour l'agent de guerre chimique VR-55.
- Ogive Fog-2 pour l'agent de guerre chimique VX.

### Système d'armes
Le système d'armes 9K76 comprend les éléments suivants :
- Missile 9M76
- Véhicule lanceur 9P120 ou OTR-22 monté sur un châssis autopropulsé MAZ-543A à roues 8x8, d'une masse d'environ 20 tonnes, conçu à l'origine pour le missile Scud-B. Le missile, protégé dans un conteneur, est lancé depuis une rampe qui permet de le mettre en position de tir. Le système de lancement est complété par le véhicule d'essai et de lancement 9V243. Le temps de préparation du lancement est de 20 à 35 minutes. Le conteneur de protection est retiré pour le lancement du missile qui est érigé à un angle de 90° sur l'arrière du véhicule puis abaissé sur une table de départ sur laquelle il est orienté ensuite vers l'azimut nécessaire. Le système de navigation est alors activé et le lancement est commandé à une distance de sécurité à l'aide d'une console à commande filaire.
- Véhicules auxiliaires

## Déploiement et élimination

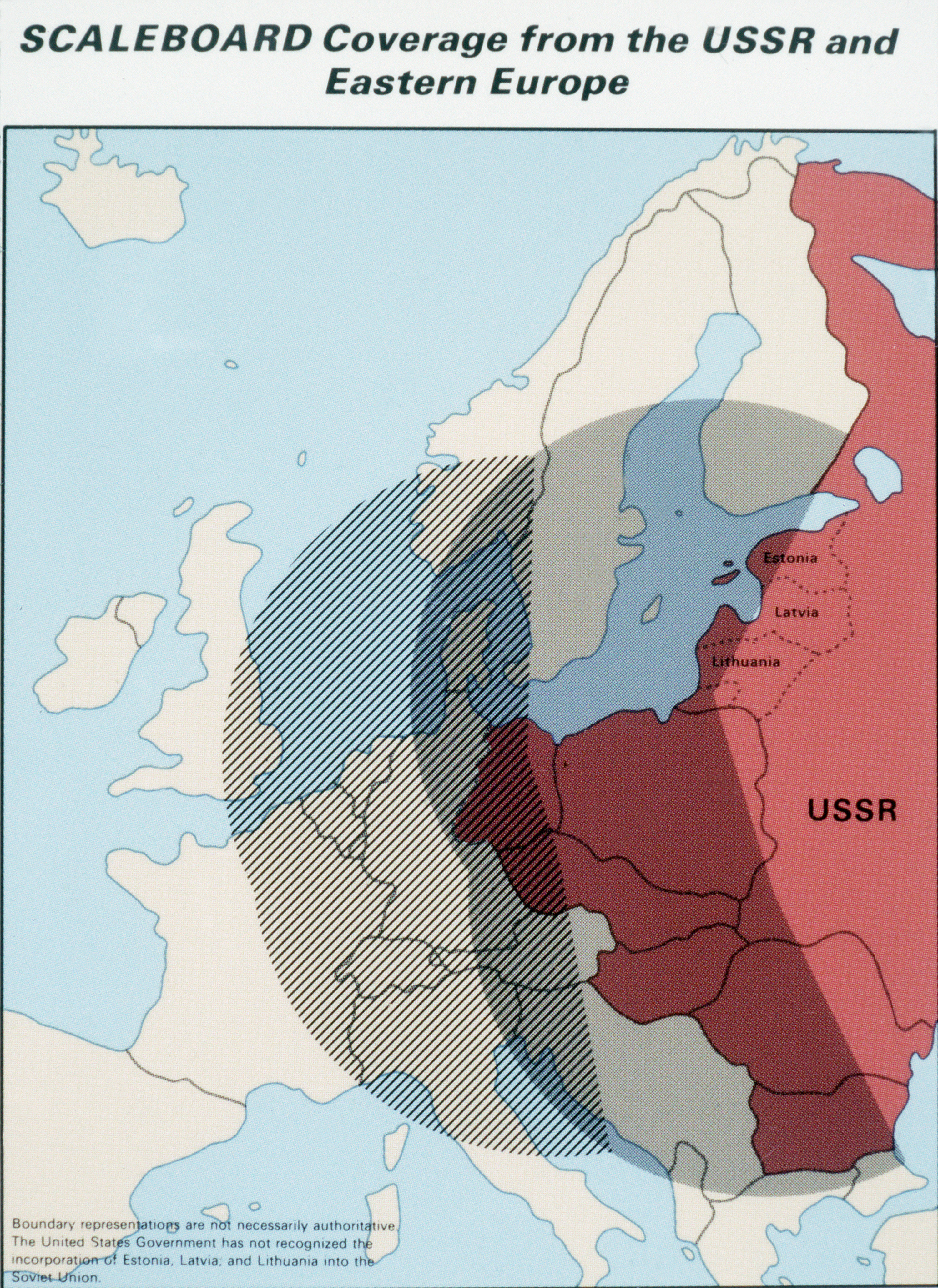
Carte montrant la zone d'emploi potentiel du SS-12

Le SS-12 Scaleboard est l'un des missiles dont l'élimination est prévue par le traité sur les forces nucléaires à portée intermédiaire signé le 8 décembre 1987 par le président américain Ronald Reagan et le secrétaire général du Comité central du PCUS Mikhaïl Gorbatchev.
Les négociations sur les forces nucléaires intermédiaires, dites FNI, ouvertes en 1981 dans le but de mettre fin à la crise des euromissiles, portent initialement sur les seuls missiles à « portée intermédiaire » (MPI), de 1 000 km à 5 500 km, lancés depuis le sol, balistiques (IRBM des modèles SS-20, Pershing, etc.) ou de croisière (Gryphon). Les armes à « plus courte portée » (MPCP), de 500 km à 1 000 km de portée lancés depuis le sol (SS-12 Scaleboard, SS-23 Spider, Pershing IA), sont finalement incluses durant la dernière année des négociations en 1987.
Dans ce traité FNI, les Soviétiques déclarent posséder 726 missiles SS-12 :
- Missiles déployés : 230 missiles, dont 54 en RDA, 39 en République socialiste tchécoslovaque, 102 dans la partie européenne de l'Union soviétique (à l'ouest de l'Oural) et 118 dans sa partie asiatique,
- Missiles non déployés : 368 dans la partie européenne de l'Union soviétique et 138 dans sa partie asiatique.

Le premier missile soviétique SS-12 est détruit à l'installation d'élimination des missiles de Saryozek le 1er août l988. Le dernier des 718 missiles soviétiques SS-12 est détruit le 25 juillet 1989,.